# Хохройтинер, Бенедикт Пьер Жорж
Бенедикт Пьер Жорж Хохройтинер (фр. Bénédict Pierre Georges нем. Hochreutiner, 3 марта 1873, Санкт-Галлен — 5 февраля 1959, Женева) — швейцарский ботаник.

## Биография
Учился в Женеве, изучая наряду с ботаникой богословие. С 1896 г. работал в Женевском ботаническом саду как ассистент Джона Брике. В 1901 году совершил научное путешествие в Алжир, а в 1903—1905 гг. — продолжительную экспедицию в Тихоокеанский регион, посетив остров Ява, где некоторое время работал в Богорском ботаническои саду, а затем вернулся в Европу через Австралию, Новую Зеландию, Самоа, Гавайи и т. д. С 1906 г. хранитель Женевского ботанического сада, с 1931 г. его директор.
Опубликовал книгу «Философские взгляды натуралиста» (фр. La philosophie d'un naturaliste; 1911).

## Публикации
- B.P.G. Hochreutiner: Catalogus bogoriensis novus plantarum phanerogarum quae in Horto Botanico Bogoriensi coluntur herbaceis exceptis (Bull. Inst. Bot. Buit. nos XIX and XXII, 1904—1905); cf. also references in Ann. Jard. Bot. Buit. 45, 1935, p. 74[1].
- B.P.G. Hochreutiner: A la recherche du Rafflesia Patma, la fleur géante de Java (Globe 57, Genève 1918, p. 28—36, 4 pl.)[1].
- B.P.G. Hochreutiner: Plantae Hochreutineranae (Ann. Cons. & Jard. Bot. Genève 15/16, 1912, p. 145—247; Candollea 2, 1925, p. 317—513; l.c. 5, 1934, p. 175—341; l.c. 6, 1934/1936, p. 399—488)[1].
- B.P.G. Hochreutiner: Plantae bogorienses exsiccatae novae vel minus cognitae (Buitenzorg 1904, p. 1—75); Descriptiones plantarum bogoriensium exsiccatarum novarum (Ann. Jard. But. Buit. Suppl. 3, 1910, p. 815—870); Rectification touchant les Plantae Bogorienses exsiccatae (Ann. Cons. & Jard. Bot. Genève 10, 1906/1907, p. 118)[1].

## Почести
В его честь было названо несколько растений, в том числе род Hochreutinera Krapov. (1970) (семейство Мальвовые).